# فريتز دودغ
فريتز دودغ (بالإنجليزية: Frederic Dodge)‏ هو قاضي ومحامي أمريكي، ولد في 4 أبريل 1847 في كامبريدج في الولايات المتحدة، وتوفي في 7 مارس 1927 في بيلمونت في الولايات المتحدة.